# Ananusia
Ananusia is een geslacht van vliesvleugeligen uit de familie Encyrtidae. De wetenschappelijke naam van dit geslacht is voor het eerst geldig gepubliceerd in 1917 door Girault.

## Soorten
Het geslacht Ananusia omvat de volgende soorten:
- Ananusia australis (Gordh & Trjapitzin, 1979)
- Ananusia longiscapus (Girault, 1913)